# 佐藤倫正
佐藤 倫正（さとう みちまさ、1947年 - 2019年）は、日本の会計学者。専門は、資金会計・国際会計。学位は、博士（商学）（一橋大学・論文博士・1994年）。名古屋大学名誉教授、岡山大学名誉教授、愛知学院大学教授。アジア会計学会第3代会長。日本会計研究学会賞受賞。

## 人物・経歴
1970年一橋大学商学部を卒業し、株式会社日立製作所に入社。1974年一橋大学大学院商学研究科修士課程修了、商学修士。1978年同博士後期課程単位修得。1994年一橋大学より博士（商学）の学位を取得。番場嘉一郎や中村忠に師事した。
1978年一橋大学商学部助手、1980年岡山大学経済学部講師、1982年ワシントン大学客員研究員（フルブライト・プログラム）、1984年岡山大学経済学部助教授、1990年同教授、同年日本会計研究学会賞受賞。1998年コロラド大学ボルダー校客員教授、2000年名古屋大学大学院経済学研究科産業経営システム専攻教授。アジア会計学会（AAAA）の設立に関わり、2003年には第3代会長に就任。2012年名古屋大学を定年退職し愛知学院大学商学部商学科会計・金融コース教授に就任。名古屋大学名誉教授、岡山大学名誉教授。
この間公認会計士2次試験委員、日本学術振興会第三部会社会科学小委員会委員、日本会計研究学会評議員、経営分析学会理事、社会関連会計学会理事、非営利法人研究学会理事、日本経済学会連合評議員等も務めた。

## 著書
- 『財務管理』（共著）信金総合研究所、1976年
- 『資金計算書研究』岡山大学経済学研究叢書第10号、1990年
- 『資金会計論』白桃書房、1993年
- 『キャッシュフロー経営と会計』（櫻井通晴と共編著）中央経済社、1999年
- 『財務情報の信頼性―会計と監査の挑戦―』（友杉芳正,田中弘と共編著）税務経理協会、2008年
- 『スバッ！とわかる会計学』（向伊知郎と共編著）同文舘出版、2014年